# Mihajlo Janketić
Mihajlo Janketić (Újvidék, 1938. május 24. – Belgrád, 2019. május 15.) jugoszláv-szerb színész.

## Filmjei
- Tél Jakobsfeldben (1975)
- A belgrádi fiúk (1975)
- A kezdet (1974)
- A kolasini pokol (1973)
- Reggel (1967)
- Szökés Sobiborból (1987)